# Osii Mamoru
Mamoru Oshii (Tokió, 1951. augusztus 8. –) japán film- és televíziós rendező és író. A filozófiaorientált történetmeséléséről híres Oshii számos elismert anime filmet rendezett, köztük az Urusei Yatsura 2: Beautiful Dreamer, az Angyaltojás, a Patlabor 2: The Movie és a Ghost in the Shell című alkotásokat. 
A Tokiói Gakugei Egyetemen tanult.
Rendezői munkáit 1977-ben kezdte, és 2021-ben hagyott fel vele (első munkája: Ippatsu Kanta-kun, utolsó munkája: Vlad Love).
Írói munkássága 1981-ben kezdődött, és 2021-ben ért véget (első munkája: Urusei Yatsura, utolsó munkája: Vlad Love).
Storyboard-rajzolói munkássága pedig 1977-től 1990-ig tartott (első munkája: Ippatsu Kanta-Kun, utolsó munkája: Gosenzo-sama Banbanzai!).
Egyéb munkái 1981-től 2012-ig születtek (első munkája: Belle and Sebastian, utolsó munkája: Kick-Heart).